# Okręg wyborczy nr 60 do Sejmu Polskiej Rzeczypospolitej Ludowej (1989–1991)
Okręg wyborczy nr 60 do Sejmu Polskiej Rzeczypospolitej Ludowej (1989–1991) obejmował Łódź-Bałuty oraz gminy Ozorków, Ozorków (gmina wiejska), Parzęczew, Zgierz i Zgierz (gmina wiejska) (województwo łódzkie). W ówczesnym kształcie został utworzony w 1989. Wybieranych było w nim 4 posłów w systemie większościowym.
Siedzibą okręgowej komisji wyborczej była Łódź-Bałuty.

## Wybory parlamentarne 1989

### Mandat nr 231 –Polska Zjednoczona Partia Robotnicza
| Kandydat | I tura | I tura | II tura | II tura |
| Kandydat | Głosów | %      | Głosów  | %       |
| --- | ------ | ------ | ------- | ------- |
| Andrzej Błoch                                                                                                   | 28 948 | 20,96  | 39 834  | 36,05   |
| Andrzej Gawłowski                                                                                               | 24 018 | 17,39  | 32 001  | 28,96   |
| Zenon Michalski                                                                                                 | 15 961 | 11,56  | —       | —       |
| Liczba głosów ważnych: 138 114 (I tura) • 110 491 (II tura) Źródło: Państwowa Komisja Wyborcza I tura i II tura |        |        |         |         |

### Mandat nr 232 –Polska Zjednoczona Partia Robotnicza
| Kandydat | I tura | I tura | II tura | II tura |
| Kandydat | Głosów | %      | Głosów  | %       |
| --- | ------ | ------ | ------- | ------- |
| Jerzy Rozwandowicz                                                                                              | 41 496 | 28,71  | 42 259  | 38,21   |
| Czesław Świątkiewicz                                                                                            | 24 767 | 17,14  | 23 735  | 21,46   |
| Liczba głosów ważnych: 144 535 (I tura) • 110 588 (II tura) Źródło: Państwowa Komisja Wyborcza I tura i II tura |        |        |         |         |

### Mandat nr 233 –Stowarzyszenie „Pax”
| Kandydat | I tura | I tura | II tura | II tura |
| Kandydat | Głosów | %      | Głosów  | %       |
| --- | ------ | ------ | ------- | ------- |
| Jacek Krzekotowski                                                                                              | 35 954 | 24,89  | 39 044  | 35,34   |
| Józef Urbański                                                                                                  | 31 552 | 21,84  | 36 457  | 33,00   |
| Liczba głosów ważnych: 144 466 (I tura) • 110 468 (II tura) Źródło: Państwowa Komisja Wyborcza I tura i II tura |        |        |         |         |

### Mandat nr 234 – bezpartyjny
| Kandydat                                                          | Głosów | %     |
| ----------------------------------------------------------------- | ------ | ----- |
| Jerzy Dłużniewski                                                 | 92 274 | 67,54 |
| Zdzisław Prochowski                                               | 10 613 | 7,77  |
| Jerzy Nagórski                                                    | 9448   | 6,91  |
| Zbigniew Bugajski                                                 | 9118   | 6,67  |
| Grzegorz Wiśniewski                                               | 8563   | 6,27  |
| Liczba głosów ważnych: 136 631 Źródło: Państwowa Komisja Wyborcza |        |       |